# Huanglong
Huanglong é um Património Mundial na China. Huanglong significa dragão amarelo.
Situado na parte noroeste da província de Sujuão, possui cumes cobertos de neve e a mais oriental de todas as geleiras chinesas. Além da sua paisagem montanhosa, podem ser achados ecossistemas florestais bem diversos, assim como formações de pedra calcária espectaculares, cachoeiras e fontes quentes. A área também tem uma população de animais em extinção, inclusive o panda gigante e o macaco dourado de Sujuão